# Омонія 29-го травня
Народний атлетичний клуб «Омонія 29 травня» (грец. Αθλητικό Λαϊκό Σωματείο Ομόνοια 29ης Μαΐου) — професійний кіпрський футбольний клуб з Нікосії. Клуб був створений групою фанатів, відомою як «Ворота 9», клубу «Омонія», через розбіжності щодо права власності на клуб. «Омонія 29-го травня» з 2024 року грає в Дивізіоні А чемпіонату Кіпру.

## Історія

### Відмежування від клубу «Омонія»
29 травня 2018 року внаслідок тривалих фінансових труднощів право власності на футбольний відділ клубу «Омонія» офіційно перейшло з повної власності вболівальників у приватну власність американо-кіпрського бізнесмена Ставроса Папаставру. Група вболівальників клубу під назвою «Ворота 9» була незадоволена цим рішенням, і в той же день вирішила створити новий клуб, не пов'язаний з «Омонією». Клуб був офіційно заснований 23 липня 2018 року під назвою «Омонія 1948». У 2020 році з юридичних причин клуб було перейменовано на «Омонія 29-го травня».

### Вихід до Дивізіону А
У серпні 2018 року «Омонія 29-го травня» стала членом спортивної федерації «Пансолейо», яка проводить аматорську лігу п'ятого рівня кіпрського футболу. У своєму першому сезоні виступів клуб виграв лігу і Кубок Пансолейо, й отримав право брати участь у плей-оф, у якому виграв право на підвищення до четвертого дивізіону.
«Омонія 29-го травня» лідирувала в четвертому дивізіоні в сезоні 2019—2020 років, проте чемпіонат було припинено через епідемію COVID-19. Команда не отримала титул чемпіона, проте отримала підвищення до третього дивізіону. Стрімке підвищення клубу по рівнях кіпрського футболу продовжилося й наступного року, коли клуб виграв третій кіпрський дивізіон сезону 2020—2021 років, і отримав підвищення до другого дивізіону. Це також дозволило команді взяти участь у Кубку Кіпру, де наступного сезону «Омонія 29-го травня» вибула після гри з клубом «Пафос» у першому раунді. Вболівальники команди не зайшли на стадіон на знак протесту проти «картки вболівальника», яку вони повинні були пред'явити на вході, оскільки в грі брав участь клуб з найвищого дивізіону.
Після трьох років у другому дивізіоні «Омонія 29-го травня» посіла друге місце в лізі, та змогла вийти до найвищого дивізіону. До цього успіху команду привів колишній гравець та тренер клубу «Омонія» Недим Тутич. Також у другій половині сезону 2022—2023 років за клуб грав колишній володар Кубка Англії та капітан клубу «Омонія» Жорді Гомес.

## Стадіон
У нижчих дивізіонах «Омонія 29-го травня» грала на стадіоні «Дімітріс Хамацос», де грала зокрема з клубом «Халканорас Ідаліу». Цей стадіон має місткість 3500 місць. Після підвищення до першого дивізіону клуб грає на стадіоні «Катокопія» в Перістероні.